# Вольфрамат лютеция
Вольфрамат лютеция — неорганическое соединение,
соль лютеция и вольфрамовой кислоты
с формулой Lu2(WO4)3,
кристаллы.

## Получение
- Сплавление нитрата лютеция и вольфрамата натрия:

{\displaystyle {\mathsf {2Lu(NO_{3})_{3}+3Na_{2}WO_{4}\ {\xrightarrow {T}}\ Lu_{2}(WO_{4})_{3}+6NaNO_{3}}}}
- Сплавление оксида лютеция и оксида вольфрама:

{\displaystyle {\mathsf {Lu_{2}O_{3}+3WO_{3}\ {\xrightarrow {T}}\ Lu_{2}(WO_{4})_{3}}}}

## Физические свойства
Вольфрамат лютеция образует кристаллы
ромбической сингонии.

## См.также
Вольфрамовая кислота